# Battaglia delle Falkland
La battaglia delle Isole Falkland fu uno scontro navale della prima guerra mondiale, svoltosi fra unità della Royal Navy britannica e della kaiserliche Marine tedesca l'8 dicembre 1914. I britannici, scossi dalla disfatta alla battaglia di Coronel, impiegarono massicce forze per distruggere la flotta di incrociatori tedeschi. La vittoria britannica si rivelò decisiva per le sorti della guerra nell'area del sud Atlantico.

## Antefatti
Fresco del successo della battaglia di Coronel, al largo della costa del Cile, nella quale le superiori forze tedesche avevano affondato tra l'altro la nave ammiraglia Good Hope, l'Ostasiengeschwader tedesco («Squadra dell'Estremo Oriente»), agli ordini dell'ammiraglio Maximilian von Spee, il cui bersaglio primario erano navi mercantili e da trasporto truppe nell'Atlantico meridionale, fece rotta verso Port Stanley, nelle isole Falkland. Obiettivo dell'incursione erano la stazione radio britannica e il deposito di carbone.
All'insaputa di Spee, una squadra britannica comprendente due veloci e moderni incrociatori da battaglia, l'HMS Invincible e l'HMS Inflexible, si stava in quel momento rifornendo di carbone a Port Stanley. Erano stati inviati dall'ammiraglio John Fisher, primo lord del mare, per vendicare la sconfitta di Coronel e il viceammiraglio Frederick Doveton Sturdee era stato nominato da Fisher comandante in capo del Sud Atlantico e del Sud Pacifico anche per allontanarlo dal teatro europeo, a causa dei dissidi di vecchia data tra i due.
La squadra britannica aveva attraversato l'Atlantico a soli 10 nodi, nonostante la possibilità di viaggiare ad andature notevolmente più alte, per evitare un pesante consumo di carbone che avrebbe costretto a rifornimenti aggiuntivi, e, nonostante le cautele da parte dell'Ammiragliato, la notizia dell'arrivo della squadra era arrivata alle isole del Capo Verde prima di Sturdee, ma non aveva raggiunto von Spee.
La SMS Scharnhorst e la SMS Gneisenau di Spee erano dotate di cannoni da 8.2 pollici (210 mm).
Gli incrociatori da battaglia britannici montavano invece otto cannoni da 12 pollici (305 mm) ciascuno; inoltre con i 25,5 nodi di velocità massima erogati dai loro moderni motori a turbine, superavano gli incrociatori corazzati tedeschi, dotati di motori a triplice espansione, di almeno un paio di nodi. Le navi britanniche erano sensibilmente più potenti ed erano accompagnate a Port Stanley da altri cinque incrociatori, al comando del vice ammiraglio Doveton Sturdee: gli incrociatori corazzati HMS Carnarvon, HMS Cornwall e HMS Kent e gli incrociatori leggeri HMS Bristol e HMS Glasgow.
Una fonte di informazioni sui movimenti della squadra tedesca venne da un allevatore di Fitzroy, nel sud dell'isola di East Falkland, che avvistò le navi tedesche e, con la collaborazione della moglie Muriel Felton e delle cameriere collocate sulle colline, ne riferì rotta e consistenza a Port Stanley per telefono.

## La battaglia

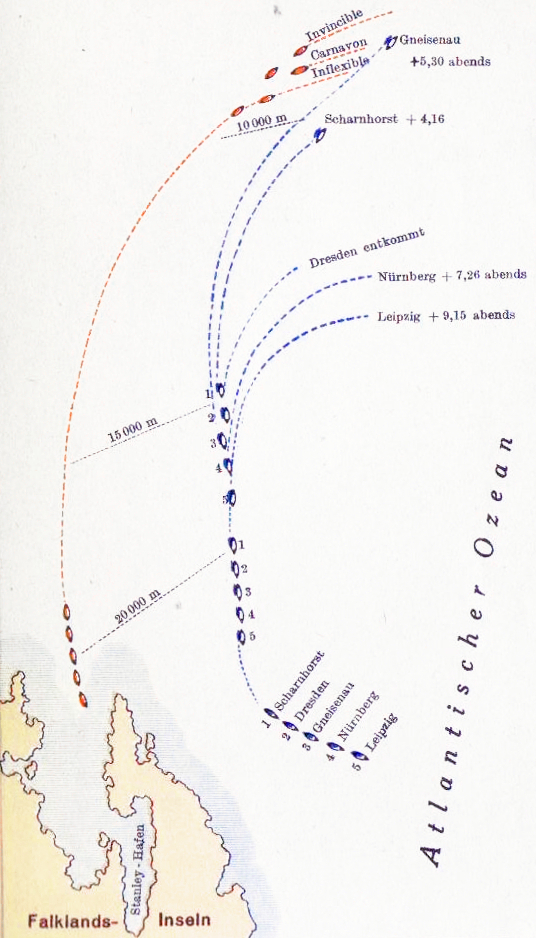
La battaglia delle isole Falkland

Spee iniziò il suo attacco l'8 dicembre 1914, con l'obiettivo di rifornirsi successivamente di carburante più a nord, nell'estuario del Río de la Plata.
Pur essendo consapevole della presenza di navi nella zona, ipotizzò erroneamente che appartenessero alla Marina imperiale giapponese.
Gli incrociatori di Spee Gneisenau e Nürnberg si avvicinarono per primi a Port Stanley, dove furono sorpresi sia dal fuoco della vecchia corazzata HMS Canopus, rimasta a Port Stanley come piattaforma d'artiglieria e utilizzata come fortezza improvvisata, sia dalla vista della ben riconoscibile alberatura a tripode delle centrali di direzione tiro degli incrociatori da battaglia. Il Kent, che stava già uscendo dal porto, ricevette l'ordine di inseguirli.
Superato in potenza di fuoco e con l'equipaggio già esausto per le precedenti battaglie, Spee credette che la sconfitta fosse inevitabile, cosicché, mancando l'opportunità di cogliere di sorpresa il nemico mentre era ancora in porto, diede ordine di fuggire verso il mare aperto.
Alle 10:00 tutte le navi britanniche avevano incominciato l'inseguimento. Comprendendo che non poteva sfuggire ai veloci incrociatori da battaglia inglesi, Spee decise, poco dopo le 13:20, di accettare il combattimento con i suoi incrociatori corazzati, per permettere agli incrociatori leggeri di sfuggire. Nonostante un successo iniziale dello Scharnhorst e del Gneisenau nel colpire l'Invincible (su cui prestava servizio Edward Bingham) e quindi nel riprendere una fuga affrettata, gli incrociatori da battaglia inglesi si portarono alla distanza estrema di fuoco circa quaranta minuti più tardi. L'Invincible e l'Inflexible ingaggiarono lo Scharnhorst ed il Gneisenau, tralasciando gli incrociatori Leipzig e Nürnberg.
Quattro incrociatori tedeschi furono affondati.
La nave ammiraglia di Spee, lo Scharnhorst, fu la prima ad affondare, dopo essere stata gravemente danneggiata dai colpi dell'Invincible e dell'Inflexible: colò a picco alle 16:17 con tutto l'equipaggio.
Toccò quindi al Gneisenau, che affondò alle 18:02.
Il Nürnberg affondò alle 19:27, dopo un lungo inseguimento da parte dell'incrociatore leggero Kent.
I restanti due incrociatori leggeri Glasgow e Cornwall inseguirono il Leipzig, affondandolo alle 21:23 poco più di 80 miglia a sud-est delle Falklands.
Durante la battaglia 10 marinai britannici furono uccisi e 19 rimasero feriti, mentre nessuna nave inglese venne danneggiata gravemente. Sull'altro fronte 1 871 marinai tedeschi rimasero uccisi nel combattimento, incluso l'ammiraglio Spee ed i suoi due figli, mentre 215 sopravvissuti furono salvati e presi prigionieri sulle navi inglesi, 5 provenienti dal Nürnberg, 18 dal Leipzig e la restante parte dal Gneisenau; nessuno dei 765 ufficiali e marinai dello Scharnhorst sopravvisse.
L'unica nave tedesca sfuggita fu l'incrociatore leggero SMS Dresden che, dopo aver vagato in mare aperto per altri tre mesi, finì con l'arrendersi al largo delle isole di Juan Fernández il 14 marzo 1915: l'equipaggio, dopo aver evacuato la nave, la affondò facendo esplodere il magazzino principale delle munizioni.
Come conseguenza della battaglia, i raid commerciali tedeschi in alto mare da parte di navi da guerra regolari della Kaiserliche Marine cessarono. La Germania mise in servizio diverse navi mercantili armate come corsare fino alla fine della guerra (vedi per esempio Felix von Luckner); questi predoni solitari non utilizzarono il principio della "flotta in essere" di von Spee.

## Esempi diwireless intelligence
Lo storico militare John Keegan, parlando della battaglia nel suo libro Intelligence in War, usa le battaglie di Coronel e delle isole Falkland come esempio per illustrare l'effetto della wireless intelligence (l'uso del radiotelegrafo per inviare informazioni militari) sul risultato delle battaglie: la posizione delle navi poteva essere comunicata in tutto il mondo senza che dovessero più affidarsi alla sola ricerca visuale.
E, in effetti, la decisione di von Spee di dirigersi verso Port Stanley era stata in parte dovuta proprio all'obiettivo di catturare il suo centro di comunicazioni.